# Спасительный пункт
«Спасительный пункт» (англ. Escape Clause) — шестой эпизод первого сезона американского телесериала-антологии «Сумеречная зона». Был впервые показан в эфире телеканала CBS 6 ноября 1959 года. Режиссёром эпизода выступил Митчелл Лейзен, сценарий написан создателем сериала Родом Серлингом.
История рассказанная в эпизоде является одной из вариаций на тему сделки с дьяволом. Главный герой Уолтер Бэдекер — параноидальный ипохондрик, заключает сделку с дьяволом, в обмен на свою душу он желает получить бессмертие и вечную молодость.
Марк Скотт Зикри, автор книги «Спутник Сумеречной зоны» (англ. The Twilight Zone Companion) назвал эпизод «Спасительный пункт» одним из лучших в первом сезоне сериала.

## Сюжет

### Вступительное слово
Сейчас вы встретитесь с ипохондриком. Перед вами мистер Уолтер Бэдекер, возраст 44 года, боится следующих вещей: смерти, болезни, других людей, микробов, сквозняков и всего остального. В жизни его интересует лишь одно, и это Уолтер Бэдекер. Его единственная забота: жизнь и здоровье Уолтера Бэдекера. Единственное, что постоянно вызывает беспокойство относительно общества, если мистер Уолтер Бэдекер умрёт, как оно выживет без него?
Оригинальный текст (англ.) You're about to meet a hypochondrac. Witness Mr Walter Bedeker, agefortyfour, afraid of the following: death, disease, other people, germs, drafts and everything else. He has one interest in life, and that's Walter Bedeker One preoccupation: the life and well-being of Walter Bedeker One abiding concer about society: that if Walter Bedeker should die, how will it surive without him?
— 

### Основная история
Уолтер Бэдекер, параноидальный ипохондрик, убеждён, что его жена и врач (который настаивает, что Бэдекер полностью здоров) сговорились убить его, намеренно сделав больным. После того, как они уходят, в комнате Бэдекера появляется полный человек по имени Кадуолладер, он предлагает Бэдекеру бессмертие и вечную молодость в обмен на его душу. Кадуолладер уточняет, что по желанию Бэдекера он всё же сможет умереть в любой момент, когда захочет.
Бэдекер использует свою новообретенную неуязвимость для сбора страховых денег и дешёвых острых ощущений, бросаясь в опасные для жизни несчастные случаи. После четырнадцати несчастных случаев он приходит к выводу, что устранение риска и страха из его жизни сделало жизнь ужасно скучной. Он намеренно смешивает смесь ядовитых бытовых жидкостей, но после того, как выпивает её, шокируя этим свою жену, заявляет, что на вкус она «похожа на лимонад… слабый лимонад». Бэдекер объясняет ситуацию в которую попал своей жене, при этом обвиняя её в отсутствии какого-либо воображения, иначе она бы уже придумала ситуацию, в которой он смог бы испытать какие-то волнительные ощущения. Он говорит, что собирается спрыгнуть с крыши их многоквартирного дома; пытаясь остановить его, его жена случайно сама падает с края крыши. Равнодушный к смерти своей жены, Бэдекер звонит властям и говорит им, что убил свою жену, надеясь испытать электрический стул.
Однако благодаря своему адвокату Бэдекер вместо смертной казни на электрическом стуле становится приговорён к пожизненному заключению без права досрочного освобождения. Мистер Кадуолладер навещает Бэдекера в камере, чтобы напомнить тому о пункте их договора, по которому последний может умереть в любой момент. Понимая, что ему грозит вечность в тюрьме, если он не воспользуется этим пунктом, Бэдекер соглашается и умирает от сердечного приступа. Охранник обнаруживает его безжизненное тело и вздыхает: «Бедняга… (англ. Poor devil)».

### Заключительное слово
Говорят, что „каждый человек рождается на земле уже приговорённым к смерти, не зная времени и способа казни“. Возможно так и должно быть. В данном случае: Уолтер Бэдекер, недавно умерший, маленький человек с таким страстным желанием жить. Сраженный Дьяволом, выношенной в себе скукой и порядком вещей, здесь, в Сумеречной зоне.
Оригинальный текст (англ.)There's a saying, 'Every man is put on Earth condemned to die, time and method of execution unknown.' Perhaps this is as it should be. Case in point: Walter Bedeker lately deceased, a little man with such a yen to live. Beaten by the Devil, by his own boredom-and by the scheme of things m this, the Twilight Zone.
— 

## Команда
| \| Актёр \| Роль \| \| -------------------- \| ------------------------------------- \| \| Дэвид Уэйн \| Уолтер Бэдекер \| \| Томас Гомес \| Мистер Кадуолладер \| \| Вирджиния Кристин \| Этель Бэдекер \| \| Дик Уилсон[англ.] \| Страховщик №1 (Джек) \| \| Джо Флинн[англ.] \| Страховщик №2 (Стив) \| \| Венделл Холмс[англ.] \| Адвокат Бэдекера \| \| Раймонд Бейли[англ.] \| Доктор Бэдекера \| \| Несдон Бут \| Охранник \| \| Джордж Бакстер \| Судья (в титрах не указан) \| \| Пол Э. Барнс[англ.] \| Консьерж (в титрах не указан) \| \| Аллан Лури[англ.] \| Охранник Метро (в титрах не указан) \| \| Роберт Мак-Корд \| Человек в Метро (в титрах не указан) \| \| Артур Тови \| Очевидец в Метро (в титрах не указан) \| \| Род Серлинг \| рассказчик \| | - автор сценария — Род Серлинг - режиссёр — Митчелл Лейзен - оператор — Джордж Клеменс - монтаж — Билл Мошер - директор по кастингу — Милли Гуссе - художественный директор — Уильям Феррари, Джордж У. Дэвис - художник-декоратор — Руди Батлер, Генри Грейс - руководитель производства — Ральф В. Нельсон - помощник режиссёра — Эдвард О. Дено - звуковой отдел — Франклин Милтон, Жан Дж. Валентино - редактор звуковых эффектов — Ван Аллен Джеймс - музыкальная тема сериала — Бернард Херрман - стоковая музыка — Джерри Голдсмит, Люсьен Моравек - производство: Cayuga Productions, CBS Television Network |
| Актёр | Роль |
| Дэвид Уэйн | Уолтер Бэдекер |
| Томас Гомес | Мистер Кадуолладер |
| Вирджиния Кристин | Этель Бэдекер |
| Дик Уилсон | Страховщик №1 (Джек) |
| Джо Флинн | Страховщик №2 (Стив) |
| Венделл Холмс | Адвокат Бэдекера |
| Раймонд Бейли | Доктор Бэдекера |
| Несдон Бут | Охранник |
| Джордж Бакстер | Судья (в титрах не указан) |
| Пол Э. Барнс | Консьерж (в титрах не указан) |
| Аллан Лури | Охранник Метро (в титрах не указан) |
| Роберт Мак-Корд | Человек в Метро (в титрах не указан) |
| Артур Тови | Очевидец в Метро (в титрах не указан) |
| Род Серлинг | рассказчик |

## История создания

### Предыстория и производственные затраты
Род Серлинг выступал сценаристом большей части эпизодов первого сезона, продюсеры постоянно требовали от него «создавать» первоклассные истории с периодичностью примерно раз в две недели. Зрители практически всегда хвалили сюжет каждой серии сериала, но также находились и те кто обвинял создателей сериала в плагиате. Так 3 декабря 1960 года писатель фантаст Чарльз Бомонт написал Серлингу письмо, в котором объяснил, что через несколько месяцев ему надоело защищать последнего от обвинений в плагиате. «Я не верю, что вы плагиатор», — писал Бомонт. «Я говорю это вам и многим другим людям, и я говорю это уже почти год. Но честно говоря защищать становится сложнее». На написание письма Бомонта побудил просмотр эпизода «Поздний час», который он посчитал копией своего рассказа «По его образу» (англ. In His Image). А эпизод «Спасительный пункт» мог быть вдохновлён рассказом Бомонта «Собачья шерсть» (англ. Hair of Dog), тоже об ипохондрике заключившем сделку с Дьяволом. По версии Серлинга, человек получивший бессмертие, получает пожизненный срок за убийство. В рассказе Бомонта человек желает бессмертия, но вместо этого ему даровано столько лет жизни, сколько у него было волос на голове, после чего человек начинает лысеть. «После этого шоу мне позвонили по крайней мере шесть человек, которые заметили схожесть персонажей, настроения, темы и сюжета», — отмечал писатель.
С 1941 по 1952 годы по радио шла передача Inner Sanctum Mystery, каждый эпизод которой рассказывал отдельную мистическую историю. 12 февраля 1946 года в эфир вышла передача под названием «Эликсир номер четыре» (англ. Elixir Number Four), по сценарию Эмиля Теппермана. Ричард Уидмарк сыграл в радиопостановке роль молодого человека, который убивает блестящего химика, чтобы украсть и выпить экспериментальный эликсир, дарующий бессмертие. Однако его план рушится, когда убийство раскрывается, и молодого человека приговаривают к пожизненному заключению. Известно что Род Серлинг очень любил подобные радиопередачи и некоторые эпизоды «Сумеречной зоны» перекликаются с ними сюжетом.
«Спасительный пункт» был одним из трёх эпизодов, которые Род Серлинг показывал потенциальным рекламодателям ещё до выхода сериала на экраны. Двумя другими эпизодами были «Одинокий» и «Мистер Дентон на Судном дне» (изначально называвшийся «Смерть, Дестри и мистер Дингл» (англ. Death, Destry, and Mr. Dingle)). «Спасительный пункт» является первым комедийным эпизодом в сериале.
Сценарий для эпизода был завершён 10 февраля 1959 года, позже в него были внесены исправления и новая версия сценария была распечатана 12 июня 1959 года. Репетиции перед съёмками прошли 17 и 19 июня, а 19, 22 и 23 июня 1959 года прошли съёмки эпизода. Всего на производство эпизода было потрачено 48 018,31 долларов из которых 1250 долларов ушли режиссёру Митчеллу Лейзену, а 9449,04 долларов — на зарплату актёрам. Вирджиния Кристин и Дэвид Уэйн получили за свои роли по 1000 долларов, при этом изначальный гонорар Кристин должен был составить всего 750 долларов, но в результате съёмок её экранное время растянулось и сумму округлили до 1000 долларов. Томас Гомес сыгравший дьявола, по факту имеет меньше экранного времени, но за роль получил 1200 долларов.

### Сценарий и съёмки
В октябре 1958 года Род Серлинг составил набросок сюжета на одну четверть страницы под названием «Осужденный съел миллион завтраков». Эта история была об Фрэнке Коннахере, мелочном, эгоцентричном и напыщенном зануде, у которого был единственный интерес в жизни — он сам. В возрасте тридцати пяти лет у него внезапно развивается фобия, связанная с болезнью и смертью, и мысль о смерти постоянно занимает его. В какой-то момент к нему приходит Сатана, учтивый джентльмен, который одевается и ведёт себя как первоклассный продавец автомобилей, он заключает сделку с Коннахером, по которой даёт последнему бессмертие, взамен же получает его душу. После того, как сделка заключена, Коннахер, прирожденный трус, теперь демонстрирует смелость и безрассудство, не имеющие прецедента. Он становится всемирно известной фигурой и живёт полной жизнью сознательно подвергая себя опасности. Но с годами ему становится скучно. Коннахер совершает преступление и в зале суда заявляет, что не боится электрического стула или быть повешенным. Его признают виновным в преступлении и назначают наказание в виде пожизненного заключения. Далее Коннахер бьётся головой о каменные стены в камере, затем поворачивается и видит в дальнем конце камеры улыбающегося джентльмена в чёрной мантии, который спрашивает героя: «Вы готовы?» Именно этот набросок сюжета после ряда исправлений превратился в сценарий эпизода «Спасительный пункт».
В оригинальном сценарии эпизод начинается с того, что консьерж, которого сыграл Пол Э. Барнс, чинит радиатор, гарантируя Бэдекеру, что у него будет достаточно тепла, чтобы согреться. Бэдекер ворчит на человека и тот уходит, перед этим предупредив жену Бэдекера, чтобы она не прикасалась к радиатору, утверждая, что он обожжёт ей руки. Это добавляет больше смысла в сцену, где Бэдекер позже кладёт руки на радиатор, чтобы проверить свои недавно полученные способности. Сцена была снята, но в финальный монтаж серии не попала. Сцена, в которой сосед, услышавший крики, давал показания в суде, была снята, но в итоге также не попала в финальный монтаж эпизода. В той же сцене в зале суда присутствовали блондинка и судебный пристав. В первоначальном наброске этого эпизода к дому Бедекера прибыли двое полицейских, но позже были заменены страховыми агентами. Была заказана и оплачена съёмка с самолёта, но потом было решено показывать безумные поступки Бэдекера только в пределах города.
В одной из сцен Томас Гомес остановился для того, чтобы вытереть платком пот со лба и сказал: «Тебе, конечно, здесь не жарко». Изначально этой реплики в сценарии не было, но режиссёру она на столько понравилась, что в итоге вошла в финальный монтаж эпизода. «Это тоже правда. На сцене было жарко. Я не шучу, когда говорю, что чувствовал себя дьяволом» вспоминал позже Гомес. В первоначальной версии сценария было прописано, что Дьявол должен носить галстук-бабочку и ковбойскую шляпу Стетсона, но в гардероб пришлось внести изменения, когда на роль был утверждён Томас Гомес. Уолтер Бэдекер изначально должен был быть более жалким человеком, например его жена признавалась, что вышла за него замуж только из жалости, полагая, что он страдает тяжёлым случаем туберкулеза, и Уолтер думал, что ему осталось жить всего одну неделю.
Фрэнк Моррис из CBS проверял сценарий на пригодность к эфиру и 17 февраля 1959 года попросил убрать слова «идиот» и «сумасшедший» из строк Уолтера Бэдекера в начале сценария. «CBS придерживается позиции, что использование терминов допустимо при условии, что они не встречаются в контексте, касающемся реальных психических заболеваний. Однако слишком частое употребление этих уничижительных терминов, даже в не относящемся к делу контексте, может причинить нам неприятности» — объяснял Моррис. В итоге Род Серлинг не стал изменять текст.
Декорации крыши показанные в эпизоде использовались в первом сезоне шоу несколько раз, например стеклянный люк находящийся на крыше, также был показан в эпизодах «Заветное желание» и «Пассаж для трубы». Также эти декорации крыши использовались в эпизоде «Голубиная чума» (англ. Plague of Pigeons) от 5 декабря 1958 года сериала «Тонкий человек».

### Значение названия
Название эпизода (англ. Escape Clause) — юридический термин, который означает пункт в контракте, позволяющий одной из сторон при определённых условиях избежать необходимости исполнять этот контракт. Действие данного пункта обычно ограничено временными рамками (например, 30 дней или 72 часа) или зависит от удовлетворения клиента поставленными товарами или услугами.

## Отзывы критиков
Daily Variety написали об этом эпизоде: «Вот маленькая жемчужина. Хорошая работа, Род Серлинг. Эта маленькая пьеска об ипохондрике, который связался с тучным клерикальным дьяволом, попала в рейтинг лучших, когда-либо снятых в получасовом формате шоу для телевидения».

## Влияние

### Новеллизация
Производство первого сезона сериала остановилось в начале апреля 1960 года. Всего было выпущено тридцать шесть серий. Весной 1960 года режиссёр Джон Брам получил «Премию Гильдии режиссёров Америки» за эпизод «Теперь времени достаточно», а Бак Хотон «Премию Гильдии Продюсеров» за лучший сериал. Сам сериал получил награды от Limelight Networks, Radio and Television Daily и Motion Picture Daily. Пожалуй, самым значительным событием стало то, что восемнадцатый Всемирный научно-фантастический Конвент присудил «Сумеречной зоне» престижную премию «Хьюго» за лучшую драматическую презентацию — первую из трёх таких наград, которые получит сериал в будущем.
В апреле Bantam Books выпустили «Истории из Сумеречной зоны» (англ. Stories From The Twilight Zone), сборник в мягкой обложке, содержащий шесть рассказов, которые Серлинг лично адаптировал из эпизодов «Сумеречной зоны». Среди рассказов была адаптация эпизода «Спасительный пункт». Bantam Books заключили контракт с Серлингом ещё до того, как сериал вышел в эфир. Первоначально издательство хотело выпустить книгу несколькими месяцами раньше, но было принято решение дождаться, когда сериал наберёт значительную аудиторию фанатов. В 1993 году Нижегородское издательство ГИПП «Нижполиграф» издало авторский сборник рассказов Рода Серлинга под названием «Полуночное солнце». Книга содержала рассказ написанный по данному эпизоду сериала, но переводчик Алексей Молокин не стал адаптировать оригинальное название рассказа Escape clause на русский язык.

### Упоминания в культуре
В парке развлечений Диснейленд находится тематический аттракцион The Twilight Zone Tower of Terror, внутри которого есть отсылка к эпизоду «Спасительный пункт», в подвале у лифта есть табличка, на которой написано, что последний раз лифт проверялся 2 октября 1959 года (дата выхода в эфир первого эпизода «Сумеречной зоны») и был проверен Мистером Кадуолладером.